# Mustafa Durak
Mustafa Durak (* 13. August 1988 in Straßburg) ist ein momentan vereinsloser französisch-türkischer Fußballspieler.

## Karriere
Durak kam als Sohn  türkischstämmiger Eltern im französischen Straßburg auf die Welt. Hier erlernte er das Fußballspielen in den Jugendmannschaften diverser Vereine. 2005 wurde er in den Kader der Reservemannschaft von Racing Straßburg aufgenommen und spielte die nachfolgenden drei Jahre für diesen Verein. Im Frühjahr 2009 verließ er Straßburg und wechselte zum belgischen Verein Royal Excelsior Virton. Nach seiner Tätigkeit für diesen Verein war Durak nacheinander für die beiden französischen Vereine HAFC Gap und Chamois Niort aktiv.
Im Sommer 2013 wechselte er in die türkische Süper Lig zu Gaziantepspor. Nach drei Spielzeiten zog er im Sommer 2016 zum Zweitligisten Adana Demirspor weiter. Hier spielte er ein Jahr lang und wechselte anschließend zum Ligarivalen Boluspor. Am 5. Oktober 2020 gab dann Manisa FK aus der drittklassigen TFF 2. Lig die Verpflichtung des Stürmers bekannt. Doch schon am Saisonende wechselte er weiter zum Ligarivalen Şanlıurfaspor. Dort blieb Durak bis zum Sommer 2023 und spielt dann ein Jahr für den Viertligisten Ergene Velimeşe SK. Seit dem 1. Juli 2024  ist Durak nun vereinslos.